# 妙勝寺
妙胜寺，是北朝唐宋时的佛教寺院名。
- 现今山西省寿阳妙胜寺。北齐皇后李祖娥在此出家为尼。妙胜寺造像现在留存的一般多为明清时代的作品。中殿还完整地保留了宋代时修建的原状。殿内有凹字型大佛坛，系用砖砌成。佛坛上有大小泥塑二十二尊，形态各异，风格与唐宋很相似，但明代重新加以妆塑过。
- 根据《长安志》，唐长安城醴泉坊西南观隅三洞女冠观之北有妙胜尼寺。隋文帝开皇二年（582年）[1]，北周静帝皇后平原公主所立。
- 五代十国吴越国清泰年间在今浙江省宁波市镇海区建永安寺。寺院在“濒海之上，环水之中，居处庳陋，而有风涛漂注之患”，宋英宗治平元年（1064年）改称“妙胜寺”。

## 相关资料
- 《唐代长安词典》
- 《中华文明大辞典》

1. ↑  《两京新记》作开皇三年（583年）